# أكمية رملية
أكمية رملية (الاسم العلمي:Aechmea arenaria) هي نوع من النباتات تتبع جنس الأكمية من الفصيلة البروميلية.